# Коксова піч

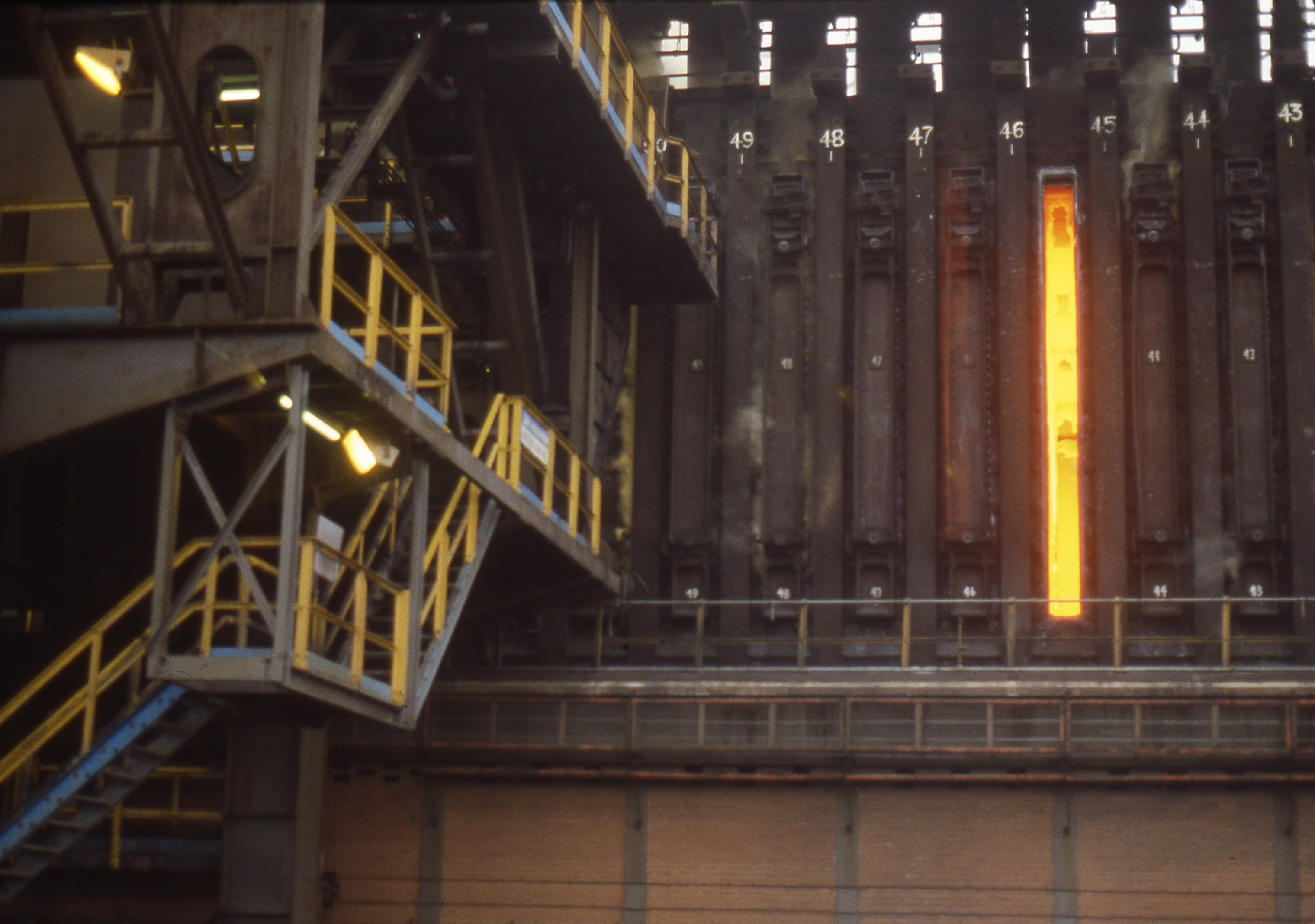
Батареї коксових печей, Південний Уельс

Коксова піч (рос. коксовая печь, англ. cokery, coke oven; нім. Koksofen m) — промислова піч, в якій коксуванням кам'яного вугілля одержують кокс. Звичайно коксові печі об'єднують у батареї (по 61 — 77 печей) із загальною системою підведення опалювального газу й відведенням летких речовин, подавання вугілля та ін.

## Історія

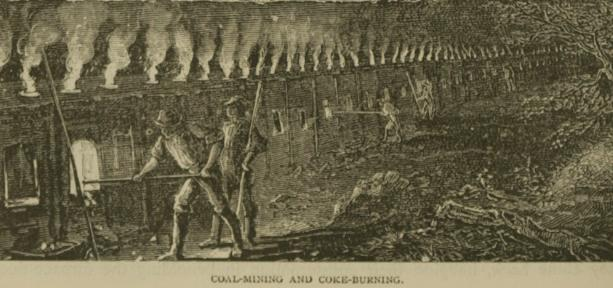
Випікання коксу в минулому.

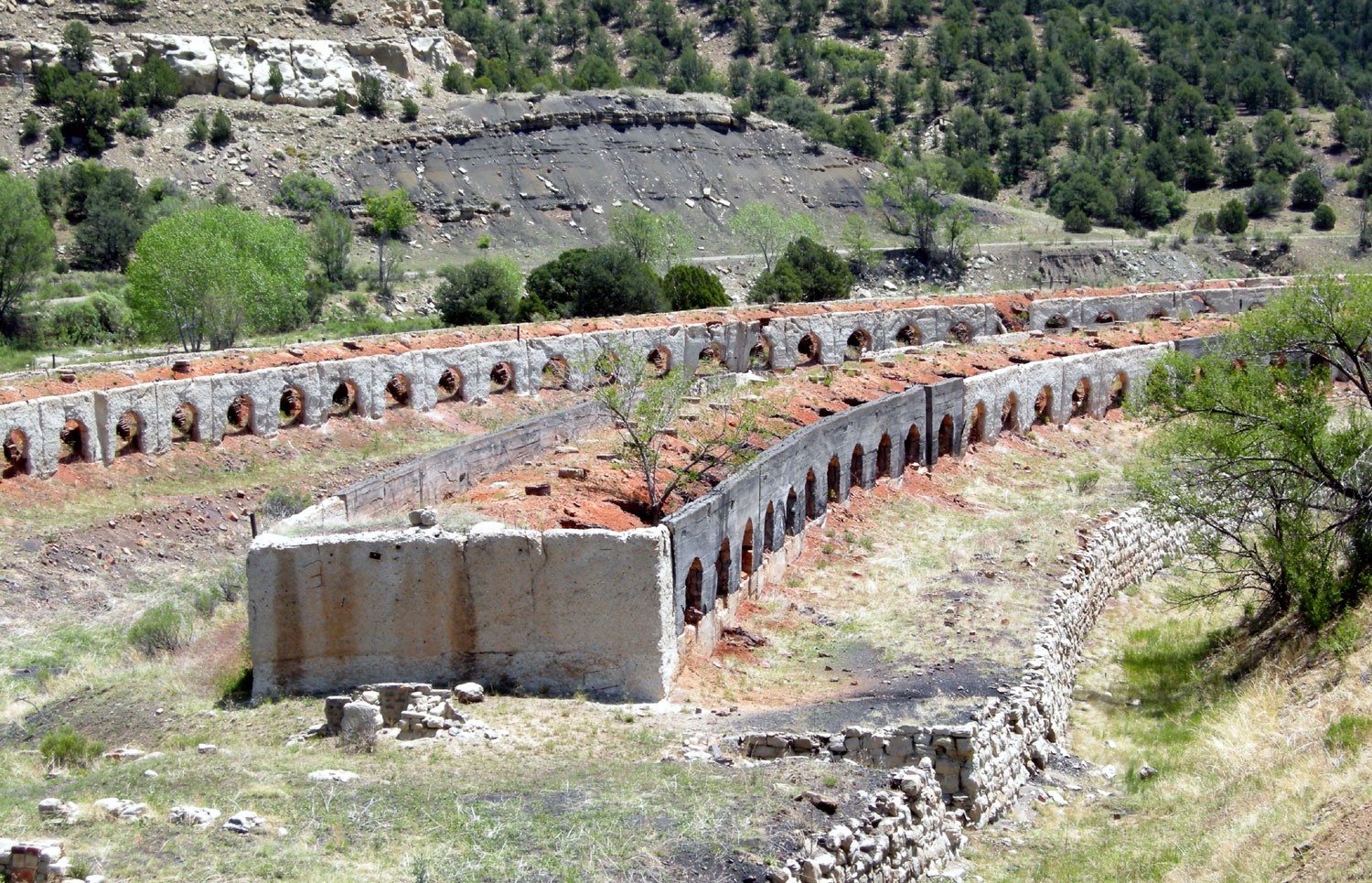
Коксівні печі початку ХХ ст. Тринідад (Колорадо).

Перші коксові печі споруджені в 1730-х роках і являли собою два мури висотою до 1,5 м, між якими засипали вугілля й укривали його зверху та з боків шаром землі, після чого вугілля підпалювали. Процес коксування тривав 8 – 10 днів. Заводи Дербі в Колбрукдейлі, де вперше було запроваджено технологію витоплення чавуну на кам’яновугільному коксі, а пізніше й метод пудлінгування – на довгі часи стали символом прогресу в металургії заліза. Потреба кам’яного вугілля як нового палива-відновлювача для витоплення металу спричинила його перші масштабні розробки, які великою мірою сприяли становленню вугільної промисловості. Таким чином, бурхливий розвиток вугледобувної галузі був пов’язаний як з використанням енергії вугілля для забезпечення роботи парових машин, так і з розвитком чорної металургії.
В Україні перший якісний кам’яновугільний кокс уперше було вироблено 1799 р., набагато раніше, ніж у багатьох інших країнах Європи. Це сталося на вугільній копальні в Лисичому Байраку, яка задовольняла потреби Луганського ливарного заводу. Обсяг першої партії коксу становив 19 тис. пудів. Роботи проводились під керівництвом шотландських інженерів К. Гаскойна та А. Сміта.

## Процес коксування у печі
Процес коксування починається із завантаження камер вугільною шихтою. Коксування зазвичай здійснюється з зовнішнім підводом тепла. Під дією тепла вугілля у коксовій печі прогрівається, сушиться і при температурі 350–450 °C розм'якшується і перетворюється в напіврідку пластичну масу, одночасно починається виділення летких речовин. При температурі 500–550 °C відбувається інтенсивне виділення смоли і продовжується виділення летких речовин. В результаті розм'якшення і виділення газів вугілля спучується і набирає пористої будови. Поступово в'язка маса густіє, твердіє (спікається) і утворює «коксовий пиріг», який до кінця процесу зменшується в об'ємі і розтріскується на окремі грудки. По мірі збільшення температури коксування зростає об'єм прямого коксового газу, що може бути використаний як газоподібне паливо (його теплота згоряння — 21-23 МДж/м3). При підвищенні кінцевої температури коксування до 1000–1150 °C зростає вихід смоли і сирого бензолу. В результаті коксування одержують 75 — 80% коксу, 10 — 15% коксового газу, 1% бензолу, 3% смол.
Процес коксування у коксовій печі триває 13 — 14 годин, по закінченні його кокс (з теплотою згоряння 29 — 31 МДж/кг) виштовхують з камери в гасильний вагон і заливають водою (гасять).